# Esmeraldas (provins)
Esmeraldas är en provins i nordvästra Ecuador. Den administrativa huvudorten är Esmeraldas.

## Administrativ indelning
Provinsen är indelad i åtta kantoner:
- Atacames
- Eloy Alfaro
- Esmeraldas
- La Concordia
- Muisne
- Quinindé
- Río Verde
- San Lorenzo